# Achozen
Achozen est un groupe américain de hip-hop et musique expérimentale. Il s'agit d'un projet musical du bassiste de System of a Down Shavo Odadjian, du membre du Wu-Tang Clan RZA, du membre de Killarmy Kinetic 9, et de l'un des affiliés du Wu-Tang Clan, Reverend William Burke. Un premier album est annoncé au milieu des années 2000, mais attendu depuis.

## Historique
Achozen, formé en 2006, est un projet parallèle du bassiste Shavo Odadjian (System of a Down), de RZA (Wu Tang Clan), Kinetic 9 (Killarmy) et de Reverend William Burke (Affiliation au Wu-Tang). Shavo en est le MC, le bassiste (sur une basse à six cordes sans frettes), ainsi que le compositeur et le parolier. RZA est le rappeur et également l'auteur de certains textes. La rencontre des deux musiciens se fait en 2000 (entre l'album éponyme de System of a Down et l'album Toxicity) lorsque System of a Down décide de reprendre la chanson Shame du Wu Tang Clan. Shavo se rend compte que les auditeurs pourraient mal prendre le fait que quatre blancs jouent une chanson dans laquelle les paroles parlent de nigga (« négro »)[réf. nécessaire]. Il rencontre RZA et lui demande de poser sa voix sur leur reprise, RZA étant afro-américain. Démarre une longue amitié entre RZA et Shavo (qui est très fan du Wu Tang Clan). RZA apprend à Shavo comment utiliser une boîte à rythmes, et Shavo à RZA comment jouer de la guitare. Shavo se met à travailler sur sa boîte à rythmes dans son bus de tournée (alors en tournée avec System of a Down)[réf. nécessaire]. Ils décident ensuite de travailler dans leur studio personnel et finissent par donner, le 1er décembre 2006, le premier concert d'Achozen. Shavo veut, avec ce projet, créer un nouveau style de rap. À noter que Shavo est le bassiste du Wu Tang Clan pendant un moment après la pause de System of a Down[réf. nécessaire].
Le groupe annonce un projet musical au milieu des années 2000. Le duo contribue à la chanson Deuces du film d'action Babylon A.D. avec Vin Diesel réalisé en 2008, et publie la chanson Salute Sacrifice, l'année suivante. Depuis ce moment, le groupe reste inactif et silencieux concernant ses projets musicaux. 
Le groupe revient en juillet 2015 lors d'une entrevue accordée au magazine Rolling Stone. Lorsque le magazine demande des explications à RZA quant à la date de sortie de leur futur album tant attendu, celui-ci répond : « Prévoir une date de sortie c'est difficile pour nous. Au début, on avait décidé que ça ne serait pas un projet parallèle du Wu-Tang ou de System ; c'est comme ça. System est signé chez Sony, alors j'étais genre 'tu y vas et tu fais ce que tu veux, et moi je me mets en retrait'. Il [Shavo] a pris un vol pour New York pour discuter avec des labels mais il n'était pas satisfait de ce qu'ils proposaient. »